# Грохотов, Сергей Владимирович
Сергей Владимирович Грохотов (род. 7 сентября 1958, Москва) — советский и российский пианист, педагог, музыковед. Кандидат искусствоведения (1990). Профессор кафедры истории и теории исполнительского искусства Московской государственной консерватории имени П. И. Чайковского. Автор и переводчик большого числа научных и просветительских публикаций.

## Биография
Родился 7 сентября 1958 года в Москве.
В 1977 году окончил Московскую среднюю специальную музыкальную школу имени Гнесиных.
В 1977 году поступил, а в 1982 году окончил Государственный музыкально-педагогический институт имени Гнесиных по классу Е. Я. Либермана (факультет фортепиано).
С 1988 по 1990 год был соискателем на кафедре истории и теории исполнительского искусства Московской консерватории. В 1990 году получил звание кандидата искусствоведения. Тема диссертации — «Иоганн Непомук Гуммель и фортепианное искусство первой трети XIX века». Научный руководитель — А. М. Меркулов. Место защиты — Московская консерватория. По другим сведениям, место защиты — Ленинградская консерватория.
С 1989 года по настоящее время преподаёт игру на фортепиано и историю музыки в Московском педагогическом государственном университете. Занимает должность доцента на кафедре эстетического воспитания детей дошкольного возраста факультета дошкольной педагогики и психологии.
В 1992 году окончил Московский лингвистический университет (обучался на вечернем факультете совершенствования языковой подготовки дипломированных специалистов).
С 1995 года работает на кафедре истории и теории исполнительского искусства Московской консерватории, где преподаёт историю фортепианного искусства и руководит работой аспирантов. Также предоставляет индивидуальные консультации по педагогической практике. По состоянию на май 2022 года занимает должность профессора упомянутой кафедры.
С 1996 по 2006 годы преподавал историю фортепианного искусства в Государственном специализированном институте искусств.
С 1997 года по настоящее время преподаёт историю фортепианного искусства, а также руководит педагогической практикой в Российской академии музыки им. Гнесиных.
С 1999 по 2004 годы преподавал историю фортепианного искусства в Московской средней специальной музыкальной школе им. Гнесиных.
С 2002 года по настоящее время преподаёт историю фортепианного искусства в Академии славянской культуры.
В 2002 и 2005 годах был членом жюри Международного конкурса молодых музыковедов им. А. Н. Скрябина.
Является автором более 80 публикаций, в число которых входят как научные и методические, так и музыкально-просветительские работы, статьи в справочниках, словарях и энциклопедиях. Также выступал в роли переводчика книг о музыке. Является научным консультантом «Большой российской энциклопедии».
К числу профессиональных интересов Грохотова относятся история и теория исполнительского искусства, проблемы исторически информированного исполнительства.

## Публикации

### Статьи
- Грохотов С. В. И. Н. Гуммель и русская музыкальная культура / Моск. гос. консерватория им. П. И. Чайковского ; [Отв. ред. Е. К. Кулова] // Из истории музыкальной жизни России (XVIII-XIX вв.) : [Сб. ст.]. — М. : МГК, 1990. — 106 с.[3][4]
- Грохотов С. В. Моцарт и Гуммель // Научные труды Московской государственной консерватории имени П. И. Чайковского. Сб. 5: Проблемы творчества Моцарта : материалы научной конференции / [декабрь 1991 года / ред.-сост. Е. И. Чигарева]. — М. : НТЦ "Консерватория", 1993. — С. 113—122. — 180 с. — 300 экз. — ISBN 5-86419-008-X.[3][5][4]
  - То же на немецком языке: Mozart und Hummel // Acta Mozartiana. Jhrg. 40. 1993. H. 3-4. Dezember.[3][4]
- Грохотов С. В. Фортепианное творчество И.Н. Гуммеля (возможности его использования в репертуаре ДМШ и музыкальных училищ) // Вопросы музыкальной педагогики. — 1997. — С. 151—158.[5]
- Грохотов С. В. Иосиф Левин — пианист и педагог // Научные труды Московской государственной консерватории им. П. И. Чайковского. Сборник 29. Профессора исполнительских классов Московской консерватории. Выпуск первый. — М. : Московская консерватория, 2000. — С. 26—52. — 175 с. — 300 экз. — ISBN 5-89598-073-2.[3][4]
- Грохотов С. В. Пианист Александр Боровский // Научные труды Московской государственной консерватории им. П. И. Чайковского. Сборник 39. Профессора исполнительских классов Московской консерватории. Выпуск второй. — М. : Московская консерватория, 2002. — С. 23—50. — 248 с. — 300 экз. — ISBN 5-89598-106-2.[3][4]
- Грохотов С. В. И. И. Кванц о свободном варьировании в исполнительском искусстве (по его трактату «Опыт наставления в игре на поперечной флейте») // Научные труды Московской государственной консерватории им. П. И. Чайковского. Сборник 37. Музыкальное искусство Барокко. Стили, жанры, традиции исполнения. — М. : Московская консерватория, 2003. — С. 148—180. — 235 с. — 300 экз. — ISBN 5-89598-107-0.[3][5][4]
- Грохотов С. В. Иосиф и Розина Левины — ученики В. И. Сафонова // Научные труды Московской государственной консерватории им. П. И. Чайковского. Сборник 49. Василий Ильич Сафонов. К 150-летию со дня рождения. — М. : Московская консерватория, 2003. — 201 с. — 500 экз. — ISBN 5-89598-133-Х.[3][4]
- Грохотов С. В. Александр Зилоти // Музыкальное просвещение. — 2005. — № 2. — С. 18.[5]
- Грохотов С. В. За роялем с Евгением Либерманом // Генрих Нейгауз и его ученики : пианисты-гнесинцы рассказывают : [сборник] / [сост. А. Малинковская]. — М. : Классика-XXI, 2007. — С. 42—57. — 142 с. — 2000 экз. — ISBN 978-5-89817-208-4.[3][4]
- Грохотов С. В. Блуменфельд Феликс Михайлович // Московская консерватория от истоков до наших дней, 1866—2006 : биографический энциклопедический словарь. — М. : Московская консерватория, 2007. — С. 59. — 665 с. — ISBN 978-5-89598-196-2.[5]
- Грохотов С. В. Боровский Александр Кириллович // Московская консерватория от истоков до наших дней, 1866—2006 : биографический энциклопедический словарь. — М. : Московская консерватория, 2007. — С. 69. — 665 с. — ISBN 978-5-89598-196-2.[5]
- Грохотов С. В. Гилельс Эмиль Григорьевич // Московская консерватория от истоков до наших дней, 1866—2006 : биографический энциклопедический словарь. — М. : Московская консерватория, 2007. — С. 116—117. — 665 с. — ISBN 978-5-89598-196-2.[5]
- Грохотов С. В. Василий Львович Сапельников // Творчество. Концепции. Школы. Деятельность профессоров Московской консерватории (от истоков до наших дней) : сборник статей по материалам теоретических сессий / Московская гос. консерватория им. П. И. Чайковского, Каф. истории и теории исполнительского искусства ; [ред.-сост. : В. В. Березин, А. М. Меркулов, П. В. Седов]. — М. : Московская консерватория, 2008. — 263 с. — ISBN 978-5-89598-204-4.[3][4]
- Грохотов С. В. Создатель миров // Йозеф Гайдн (1732-1809) : 200 лет со дня смерти / Московская гос. консерватория им. П. И. Чайковского ; [ред.-сост. Марина Дмитриевна Соколова]. — М. : Московская консерватория, 2009. — С. 6—18. — 53 с. — 300 экз. — ISBN 978-5-89598-209-9.[5]
- Грохотов С. В. Музыкальный бидермейер. Эпоха — стиль — география // Научные труды Московской государственной консерватории им. П. И. Чайковского. Сборник 65. От барокко к романтизму. Музыкальные эпохи и стили. Эстетика, поэтика, исполнительная интерпретация : сборник статей. Выпуск 2 / [отв. ред. : С. В. Грохотов]. — М. : Московская консерватория, 2010. — С. 91—110. — 286 с. — 300 экз. — ISBN 978-5-89598-236-5.[3][5]
- Грохотов С. В. Иоганн Непомук Гуммель — композитор, пианист, педагог // Научные труды Московской государственной консерватории им. П. И. Чайковского. Сборник 71. От барокко к романтизму. Музыкальные эпохи и стили. Эстетика, поэтика, исполнительная интерпретация : сборник статей. Выпуск 3 / [отв. ред. : С. В. Грохотов]. — М. : Московская консерватория, 2012. — С. 115—154. — 271 с. — 300 экз. — ISBN 978-5-89598-274-7.[3][5]
- Грохотов С. В. Человек эпохи // Яков Флиер (1912-1977). К 100-летию со дня рождения : альбом / Московская гос. консерватория им. П. И. Чайковского ; [сост. М. Д. Соколова]. — М. : Московская консерватория, 2012. — С. 3—26. — 50 с. — 300 экз. — ISBN 978-5-89598-284-6.[3]
- Грохотов С. В. Вальтер Гизекинг: артист в интерьере эпохи // Научные труды Московской государственной консерватории им. П. И. Чайковского. Сборник 77. Музыкально-исполнительское и педагогическое искусство XIX–XX вв. Часть 2 / [отв. ред. : Н. П. Толстых]. — М. : Московская консерватория, 2013. — С. 133—150. — 480 с. — 200 экз. — ISBN 978-5-89598-291-4.[3][5]
- Grokhotov S. Sowjetische Pianistik: Zwischen Ideologie und Mythologie :  [нем.] // Russische Schule der musikalischen Interpretation. — Mainz : Schott Music, 2015. — С. 57—70. — 286 с. — ISBN 978-3-7957-0941-9.[5]
- Грохотов С. В. «Советский пианизм»: между идеологией и мифологией // Научные труды Московской государственной консерватории им. П. И. Чайковского. Сборник 80. Фортепианная культура России: история и современность : музыкальные эпохи и стили: эстетика, поэтика, исполнительская интерпретация : 150-летию Московской консерватории посвящается : сборник статей и материалов / [ответственный редактор - С. В. Грохотов]. — М. : Московская консерватория, 2016. — С. 65—77. — 262 с. — 300 экз. — ISBN 978-5-89598-317-1.[3][5][6]
- Браудо : [арх. 18 октября 2022] / Грохотов С. В. // Большая российская энциклопедия [Электронный ресурс]. — 2016.[5]
- Гайдн : [арх. 21 октября 2022] / Вульфиус П. А., Грохотов С. В. // Большая российская энциклопедия [Электронный ресурс]. — 2016.[5]
- Рубинштейн : [арх. 21 октября 2022] / Грохотов С. В. // Большая российская энциклопедия [Электронный ресурс]. — 2016.[5]
- Грохотов С. В. "Бог и Пророк": Скрябин и Сабанеев // А. Н. Скрябин и современность: жизнь после жизни : к 25-летию "Фонда А. Н. Скрябина" / Региональный общественный фонд по пропаганде творческого наследия композитора А. Н. Скрябина ("Фонд А. Н. Скрябина"), Институт научной информации по общественным наукам РАН ; [сост А. С. Скрябин]. — Москва : [б. и.] ; Санкт-Петербург : Центр гуманитарных инициатив, 2016. — 415 с. — (Письмена времени). — 2000 экз. — ISBN 978-5-98712-719-3.[5]
- Грохотов С. В. Истории и теории исполнительского искусства кафедра // Московская государственная консерватория. 1866—2016. Энциклопедия в 2-х томах. Том 1. — М. : Прогресс-Традиция, 2016. — С. 145—148. — 672 с. — ISBN 978-5-89826-476-5.[5]
- Грохотов С. В. История фортепианного искусства // Московская государственная консерватория. 1866—2016. Энциклопедия в 2-х томах. Том 1. — М. : Прогресс-Традиция, 2016. — С. 171—172. — 672 с. — ISBN 978-5-89826-476-5.[5]
- Грохотов С. В. Оборин Лев Николаевич // Московская государственная консерватория. 1866—2016. Энциклопедия в 2-х томах. Том 2. — М. : Прогресс-Традиция, 2016. — С. 491—492. — 816 с. — ISBN 978-5-89826-475-8.[5]
- Грохотов С. В. Орлов Николай Андреевич // Московская государственная консерватория. 1866—2016. Энциклопедия в 2-х томах. Том 2. — М. : Прогресс-Традиция, 2016. — С. 501. — 816 с. — ISBN 978-5-89826-475-8.[5]
- Грохотов С. В. Сапельников Василий Львович // Московская государственная консерватория. 1866—2016. Энциклопедия в 2-х томах. Том 2. — М. : Прогресс-Традиция, 2016. — С. 602. — 816 с. — ISBN 978-5-89826-475-8.[5]
- Грохотов С. В. Флиер Яков Владимирович // Московская государственная консерватория. 1866—2016. Энциклопедия в 2-х томах. Том 2. — М. : Прогресс-Традиция, 2016. — С. 707—708. — 816 с. — ISBN 978-5-89826-475-8.[5]
- Грохотов С. В. Юдина Мария Вениаминовна // Московская государственная консерватория. 1866—2016. Энциклопедия в 2-х томах. Том 2. — М. : Прогресс-Традиция, 2016. — С. 798—799. — 816 с. — ISBN 978-5-89826-475-8.[5]
- Грохотов С. В. А.Б. Гольденвейзер и эстетика советского пианизма // Семья музыканта: Александр Гольденвейзер дома, в классе и на сцене : Сб. статей. — М., СПб. : Центр гуманитарных инициатив, 2016. — С. 396—413.[6]

- Грохотов С. В. О драматургической символике Пятой сонаты Скрябина: В поисках ключа к исполнительскому прочтению // Ученые записки Музея А.Н. Скрябина. — М., 2018. — Вып. 9, кн. 1. — С. 103—114.[6]

- Грохотов С. В. "Несокрушимый триумфатор". Карл Таузиг в воспоминаниях Вильгельма фон Ленца // Научный вестник Московской консерватории. — 2018. — № 4 (35). — С. 8—13. — ISSN 2079-9438.[5][6]
- Грохотов С. В. О дихотомии «мужского» и «женского» в Пятой сонате А. Н. Скрябина (на примере мотивной метрики) // Научный вестник Московской консерватории. — 2019. — № 3 (38). — С. 28—45. — ISSN 2079-9438.[5]
- Грохотов С. В. «Жрица Прометея» // Музыкальная академия. — 2020. — № 2. — С. 222—225. — ISSN 0869-4516. — doi:10.34690/78.[2][5]
- Грохотов С. В., Зенкин К.В., Насонов Р.А., Цареградская Т.В., Чинаев В.П. По следам конференции "От модерна к футуризму" (виртуальная беседа за круглым столом) // Научный вестник Московской консерватории. — 2020. — № 1 (40). — С. 56—67. — ISSN 2079-9438.[5]
- Грохотов С. В. О дихотомии «мужского» и «женского» в Пятой сонате А. Н. Скрябина (на примере мотивной метрики) // Научные труды Московской государственной консерватории им. П. И. Чайковского. Сборник 87. От модерна к авангарду : музыкальные эпохи и стили: эстетика, поэтика, исполнительская интерпретация : сборник статей / ответственный редактор - С. В. Грохотов. — М. : Московская консерватория, 2021. — С. 140—157. — 274 с. — 200 экз. — ISBN 978-5-89598-411-6.[3][5]
- Грохотов С. В. Сафоновские медалисты (о судьбах некоторых учеников В. И. Сафонова) // Василий Ильич Сафонов (1852-1918) : материалы научной конференции [февраль 2018 года : к 100-летию со дня кончины] / Московская государственная консерватория имени П. И. Чайковского, Региональный общественный фонд по пропаганде творческого наследия композитора А. Н. Скрябина ; составители: С. В. Грохотов, А. С. Скрябин. — М. : Московская консерватория, 2021. — С. 39—55. — 227 с. — 200 экз. — ISBN 978-5-89598-426-0.[3][5]

### Предисловия, послесловия, примечания, комментарии, рецензии, редактирование
- Сабанеев Л. Л. Воспоминания о Скрябине / Л.Л. Сабанеев ; [Послесл. и коммент. С. Грохотов]. — М. : Классика-XXI, 2000. — 389 с. — (Музыка в мемуарах). — ISBN 5-89817-011-1.[3][4]
- Научные труды Московской государственной консерватории им. П. И. Чайковского. Сборник 29. Профессора исполнительских классов Московской консерватории. Выпуск четвёртый / Члены редакционного совета: Чинаев В. П., Березин В. В., Грохотов С. В., Кандинский А. А., Селезнев А. Н.. — М. : Московская консерватория, 2000. — 252 с. — 300 экз. — ISBN 978-5-89598-199-3.[5]
- Сабанеев Л. Л. Воспоминания о Танееве / Послесл., коммент. С. В. Грохотова. — М. : Классика-XXI, 2003. — 190 с. — (Музыка в мемуарах). — ISBN 5-89817-061-8.[3][4]
- Уроки Гольденвейзера / [сост., вступ. ст. С. Грохотов]. — М. : Классика-XXI, 2009. — 245 с. — (Мастер-класс). — 2000 экз. — ISBN 978-5-89817-286-2.[5]
- Научные труды Московской государственной консерватории им. П. И. Чайковского. Сборник 65. От барокко к романтизму. Музыкальные эпохи и стили. Эстетика, поэтика, исполнительная интерпретация : сборник статей. Выпуск 2 / [отв. ред. : С. В. Грохотов]. — М. : Московская консерватория, 2010. — 286 с. — 300 экз. — ISBN 978-5-89598-236-5.[3][5][4]
- Чинаев В. П., Грохотов С. В. Предисловие // Научные труды Московской государственной консерватории им. П. И. Чайковского. Сборник 68. От барокко к романтизму. Музыкальные эпохи и стили. Эстетика, поэтика, исполнительная интерпретация : сборник статей. Выпуск 1 / [отв. ред. : С. В. Грохотов]. — М. : Московская консерватория, 2011. — С. 4—8. — 345 с. — 300 экз. — ISBN 978-5-89598-251-8.[3][5][4]
- Грохотов С. В. Предисловие // Научные труды Московской государственной консерватории им. П. И. Чайковского. Сборник 71. От барокко к романтизму. Музыкальные эпохи и стили. Эстетика, поэтика, исполнительная интерпретация : сборник статей. Выпуск 3 / [отв. ред. : С. В. Грохотов]. — М. : Московская консерватория, 2012. — С. 4—8. — 271 с. — 300 экз. — ISBN 978-5-89598-274-7.[3][5][4]
- Научные труды Московской государственной консерватории им. П. И. Чайковского. Сборник 80. Фортепианная культура России: история и современность : музыкальные эпохи и стили: эстетика, поэтика, исполнительская интерпретация : 150-летию Московской консерватории посвящается : сборник статей и материалов / [ответственный редактор - С. В. Грохотов]. — М. : Московская консерватория, 2016. — 262 с. — 300 экз. — ISBN 978-5-89598-317-1.[3]
- Научные труды Московской государственной консерватории им. П. И. Чайковского. Сборник 81. Из истории школ Московской консерватории : материалы конгрессов Общества теории музыки / [редакторы-составители: А. А. Амрахова, К. В. Зенкин. рецензенты — Грохотов С. В., Кюрегян Т. С.]. — М. : Московская консерватория, 2016. — 196 с. — 300 экз. — ISBN 978-5-89598-324-9.[5]
- Наталья Андреевна Любомудрова : избранные статьи и методические работы : воспоминания коллег и учеников / Московская государственная консерватория имени П. И. Чайковского, Учебно-методический центр практик, Кафедра истории и теории исполнительского искусства, Архив Московской консерватории, Кафедра теории музыки ; [составитель и ответственный редактор А. М. Меркулов]. Рецензенты: Григорьева Г. В., Грохотов С. В., Николаева Е. А., Толстых Н. П.. — М. : Московская консерватория, 2018. — 335 с. — 200 экз. — ISBN 978-5-89598-342-3.[5]
- Коган Г. М. Виденное, слышанное, думанное, деланное. Роман моей жизни / Г. М. Коган ; составление, вступительная статья С. В. Грохотова ; примечания С. В. Грохотова, М. А. Дзюбенко ; Московская государственная консерватория им. П. И. Чайковского, Кафедра истории и теории исполнительского искусства. — М. : Московская консерватория, 2019. — 410 с. — 300 экз. — ISBN 978-5-89598-362-1.[3][5]
- Мстислав Анатольевич Смирнов. Статьи, воспоминания, дневники / Московская государственная консерватория имени П. И. Чайковского, Проблемная научно-исследовательская лаборатория музыки и музыкального образования ; редакторы-составители: А. М. Меркулов (отв. ред.), В. Н. Никитина. Рецензенты: Грохотов Сергей Владимирович, Наумов Александр Владимирович. — М. : Московская консерватория, 2020. — 608 с. — 200 экз. — ISBN 978-5-89598-394-2.[5]
- Научные труды Московской государственной консерватории им. П. И. Чайковского. Сборник 87. От модерна к авангарду : музыкальные эпохи и стили: эстетика, поэтика, исполнительская интерпретация : сборник статей / ответственный редактор - С. В. Грохотов. — М. : Московская консерватория, 2021. — 274 с. — 200 экз. — ISBN 978-5-89598-411-6.[3][5]
- Василий Ильич Сафонов (1852-1918) : материалы научной конференции [февраль 2018 года : к 100-летию со дня кончины] / Московская государственная консерватория имени П. И. Чайковского, Региональный общественный фонд по пропаганде творческого наследия композитора А. Н. Скрябина ; составители: С. В. Грохотов, А. С. Скрябин. — М. : Московская консерватория, 2021. — 227 с. — 200 экз. — ISBN 978-5-89598-426-0.[3][5]

### Книги
- Грохотов С. В. И. Н. Гуммель и фортепианное искусство первой трети XIX века : диссертация ... кандидата искусствоведения : 17.00.02 / Ленингр. гос. консерватория им. Н. А. Римского-Корсакова. — М., 1990. — 180 с. — + Прил.(с.181-301).[2]
- Грохотов С. В. Шуман и окрестности : романтические прогулки по "Альбому для юношества" / С. Грохотов. — М. : Классика-XXI, 2006. — 234 с. — ISBN 5-89817-159-2.[2][3][5][4]
- Шуман. Карнавал / [лит. текст: Сергей Грохотов]. — М. : Классика-XXI, 2009. — 32 с. — (Классика-XXI : история одного шедевра). — ISBN 978-5-89817-285-5.[3][4]

### Методические пособия
- Как исполнять Рахманинова : [Сборник] / [Сост. и вступ. ст. С. В. Грохотов]. — М. : Классика-XXI, 2003. — 161 с. — (Мастер-класс). — 1500 экз. — ISBN 5-89817-054-5.[3][4]
- Как научить играть на рояле : первые шаги / [сост. С. В. Грохотов]. — М. : Классика-XXI, 2005. — 216 с. — (Мастер-класс). — ISBN 5-89817-084-7.[3][5][4]
- Как научить играть на рояле : первые шаги / [сост. С. В. Грохотов]. — М. : Классика-XXI, 2006. — 216 с. — (Мастер-класс). — ISBN 5-89817-167-3.[5]
- Как исполнять Рахманинова / [сост., вступ. ст. С. Грохотов]. — М. : Классика-XXI, 2007. — 160 с. — (Мастер-класс). — ISBN 978-5-89817-199-5.[3][5][4]
- Как научить играть на рояле : первые шаги / [сост. С. В. Грохотов]. — М. : Классика-XXI, 2008. — (Мастер-класс). — ISBN 978-5-89817-226-8.[5]
- Как научить играть на рояле : первые шаги / [сост. С. В. Грохотов]. — М. : Классика-XXI, 2009. — 216 с. — (Мастер-класс). — ISBN 978-5-89817-292-3.[5]
- Обучение игре на фортепиано по Леймеру-Гизекингу / [сост., пер., вступит. ст. С. Грохотов]. — М. : Классика-XXI, 2009. — 113 с. — ISBN 978-5-89817-287-9.[3][5][4]
- Как научить играть на рояле : первые шаги / [сост. С. В. Грохотов]. — М. : Классика-XXI, 2015. — 216 с. — (Мастер-класс). — ISBN 978-5-89817-418-7.

### Переводы
- Дис А. К.[англ.]. История жизни Йозефа Гайдна, записанная с его слов Альбертом Дисом / Альберт Дис; [Пер. с нем., предисл. и примеч. С. В. Грохотова]. — М. : Классика-XXI, 2000. — 183 с. — (Музыка в мемуарах). — ISBN 5-89817-004-9.[3][4]
- Дюбал Д. Вечера с Горовицем / Дэвид Дюбал ; [пер. с англ., вступ. ст. и примеч. С. Грохотов]. — М. : Классика XXI, 2001. — 379 с. — ISBN 5-89817-024-3.[3][4]
- Аулих Б. «Лунная соната», «Кошачья фуга» или Любопытные истории о знаменитых музыкальных произведениях трех столетий / Бруно Аулих; [Пер. с нем. С. Грохотов]. — М. : Классика XXI, 2002. — 252 с. — ISBN 5-89817-029-4.
- Мейнел Э. Х. Хроника жизни Иоганна Себастьяна Баха, составленная его вдовой Анной Магдаленой Бах / Эстер Мейнел ; [Пер. с англ. С. В. Грохотова]. — М. : Классика XXI, 2003. — 178 с. — ISBN 5898170774.[3][4]
- Аулих Б. «Лунная соната», «Кошачья фуга» или Любопытные истории о знаменитых музыкальных произведениях трех столетий / Бруно Аулих; [Пер. с нем. С. Грохотов]. — М. : Классика XXI, 2003. — 252 с. — ISBN 5-89817-072-3.[3][4]
- Арнонкур Н. Мои современники Бах, Моцарт, Монтеверди / Николаус Арнонкур ; [пер. с нем. С.В. Грохотов]. — М. : Классика XXI, 2005. — 277 с. — ISBN 5-89817-128-2.[3][4]
- Дис А. К.[англ.]. История жизни Йозефа Гайдна, записанная с его слов Альбертом Кристофом Дисом / [пер. с нем., предисл. и примеч. С. В. Грохотов]. — М. : Классика-XXI, 2007. — 183 с. — (Музыка в мемуарах). — ISBN 5-89817-175-4.[3][4]
- Аулих Б. «Лунная соната», «Кошачья фуга» или Любопытные истории о знаменитых музыкальных произведениях трех столетий / Бруно Аулих; [Пер. с нем. С. Грохотов]. — М. : Классика XXI, 2007. — 252 с. — ISBN 978-5-89817-188-9.[3][4]
- Моцарт. Истории и анекдоты, рассказанные его современниками / [пер. с нем. С. Грохотов, П. Луцкер ; послесл., коммент. П. Луцкер]. — М. : Классика-XXI, 2007. — 171 с. — (Музыка в мемуарах). — ISBN 978-5-89817-181-0.[3][4]
- Дюбал Д. Вечера с Горовицем / Дэвид Дюбал ; [пер. с англ., вступ. ст. и примеч. С. Грохотов]. — М. : Классика XXI, 2008. — 371 с. — ISBN 978-5-89817-241-1.
- Арнонкур Н. Мои современники Бах, Моцарт, Монтеверди / Николаус Арнонкур ; [пер. с нем. С.В. Грохотов]. — М. : Классика XXI, 2015. — 277 с. — 300 экз. — ISBN 978-5-89817-416-3.
- Грохотов С. В. К истории одного концерта: Из переписки В.И. Сафонова и Франца Шалька / [пер. с нем., подготовка к печати, коммент. С.В. Грохотов] // «Трудись и надейся...». Василий Сафонов: новые материалы и исследования. — М., СПб. : Центр гуманитарных инициатив, 2017. — С. 60—78.[6]
- Кристиан Вильгельм фон Ленц. Великие фортепианные виртуозы современности по впечатлениям от личного знакомства. Карл Таузиг / (перевод и комментарии С. В. Грохотова) // Научный вестник Московской консерватории. — 2018. — № 4 (35). — С. 14—33. — ISSN 2079-9438.[5][6]

## Награды
- 1997 — медаль «В память 850-летия Москвы»[3][4]